# Anyádat is
Az Anyádat is (Y tu mamá también) egy 2001-ben bemutatott mexikói film. Eredeti, spanyol nyelvű címét angol nyelvterületen sem változtatták meg. A film rendezője Alfonso Cuarón, forgatókönyvírója Alfonso Cuarón és Carlos Cuarón.

## Történet
|  | Alább a cselekmény részletei következnek! |

A film idővezetése lineáris, amelyet néha megszakít egy narrátor, aki elmeséli a szereplők belső érzéseit, elemzi lelki világukat. A filmnek rendkívül kevés szereplője van, és ezek közül is csupán három lényeges: két tizenéves mexikói fiú, Julio (Gael García Bernal) és Tenoch (Diego Luna). Mindkettőjük "szabadon", miután barátnőik Olaszországba utaztak nyaralni, és nyarukat szinte eseménytelenül, barátságban, sülve-főve együtt töltik. Egy napon egy spanyol, huszonéves nő, Luisa (Maribel Verdú), Tenoch unokatestvérének, Janonak a felesége toppan be az életükbe, akit mindenáron a tengerre próbálnak csábítani. Néhány nap után Luisa megtudja, hogy férje megcsalta, és úgy dönt, mégis elmegy a két fiúval.
Így, hárman indulnak el a tengerre, és kalandos módon, néhány nap alatt el is jutnak oda, miközben a két fiú egymással rivalizálva próbálja elcsábítani a lányt, aki először egyikükkel, majd másikukkal is lefekszik, ami először sértődésekhez, vitákhoz, majd egy meglepő, bár teljesen hihető szintézishez vagy inkább radikalizmushoz vezet, amit a két kamasz fiú egyáltalán nem tud megemészteni.

## Szereplők
| Szerep                         | Színész              | Szinkronhang     |
| ------------------------------ | -------------------- | ---------------- |
| Narrátor (hangja)              | Daniel Giménez Cacho | Szervét Tibor    |
| Luisa Cortés                   | Maribel Verdú        | Kiss Eszter      |
| Julio Zapata                   | Gael García Bernal   | Molnár Levente   |
| Tenoch Iturbide                | Diego Luna           | Simonyi Balázs   |
| Ana Morelos                    | Ana López Mercado    | Solecki Janka    |
| Manuel Huerta                  | Nathan Grinberg      | Kajtár Róbert    |
| María Eugenia Calles de Huerta | Verónica Langer      | Hirling Judit    |
| Cecilia Huerta                 | María Aura           | Kerekes Andrea   |
| Nicole Bazaine                 | Giselle Audirac      |                  |
| Esteban Morelos                | Arturo Ríos          | Kapácsy Miklós   |
| Diego "Saba" Madero            | Andrés Almeida       | Minárovits Péter |
| Silvia Allende de Iturbide     | Diana Bracho         | Bessenyei Emma   |
| Miguel Iturbide                | Emilio Echevarría    | Áron László      |
| Enriqueta "Queta" Allende      | Marta Aura           |                  |
| Alejandro "Jano" Montes de Oca | Juan Carlos Remolina | Juhász György    |
| Leodegaria "Leo" Victoria      | Liboria Rodríguez    | Koffler Gizi     |
| Jesús "Chuy" Carranza          | Silverio Palacios    | Pálfai Péter     |
| Mabel Juárez de Carranza       | Mayra Serbulo        | Oláh Orsolya     |
| Lucero Carranza                | Andrea López         |                  |
| Christian Carranza             | Amaury Sérbulo       |                  |

## Jelentősebb díjak, jelölések
- New York-i Filmkritikusok Egyesülete (2002)
  - díj: legjobb idegen nyelvű film
- Oscar-díj (2003)
  - jelölés: legjobb eredeti forgatókönyv (Carlos Cuarón & Alfonso Cuarón)
- BAFTA-díj (2003)
  - jelölés: legjobb eredeti forgatókönyv (Carlos Cuarón & Alfonso Cuarón)
  - jelölés: legjobb nem angol nyelvű film
- Golden Globe-díj (2002)
  - jelölés: legjobb idegen nyelvű film
- Grammy-díj (2003)
  - jelölés: legjobb zenei album filmhez, televízióhoz vagy más vizuális médiához
- Velencei Nemzetközi Filmfesztivál (2001)
  - díj: legjobb forgatókönyv (Alfonso Cuarón & Carlos Cuarón)
  - díj: Marcello Mastroianni-díj (Gael García Bernal & Diego Luna)
  - jelölés: Arany Oroszlán (Alfonso Cuarón)